# Un jour un chat
Pour plus de détails, voir Fiche technique et Distribution.
Un Jour, Un Chat est une comédie dramatique fantastique surréaliste satirique de la nouvelle vague tchécoslovaque réalisée et co-écrit par Vojtěch Jasný, sorti en 1963.
L'un des films les plus célèbres, les plus influents et les plus expressifs du cinéma nouvelle vague tchécoslovaque, et bien qu'en apparence il s'agisse d'un film dramédie de fantaisie, léger et coloré, adapté aux familles, le film est subtilement une allégorie politique pour l'autoritarisme, l'hypocrisie et les faux appareils avec le chat étant symboliquement et littéralement capable de voir les gens de la ville sous leurs vraies couleurs.
Le film a été diffusé sur MUBI en 2023 en train de toucher un public plus large d'admirateurs.

## Synopsis
Robert est professeur d'école dans un village bohème inconnu. Il est stressé par Charlie, le maire inquiétant de la ville qui contrôle les événements de la ville, et par son amant infidèle et indifférent. Robert est obligé d'enseigner à ses élèves une vision « en noir et blanc » de la vie et une vision réaliste de l'art, étouffant l'imagination.
Pour un cours de peinture « artistique », Oliva, un châtelain (et conteur) est invité comme sujet. Au lieu de se faire passer pour un modèle, Oliva raconte l'histoire d'un chat avec des lunettes de soleil – dont les yeux révélaient la véritable nature de la condition humaine à travers la couleur. Le rouge, surtout, était la couleur des « amoureux », des personnes bien intentionnées, tandis que les couleurs comme le jaune et le violet étaient réservées aux infidèles, aux envieux et aux indisciplinés. Les gens « normaux » ont fini par tuer le chat, car ils ne voulaient pas que les autres sachent qui était bon ou mauvais.
Au milieu d'un numéro de cirque qui arrive en ville, le chat de Robert disparaît et il est conduit à Diana, une actrice qui fait partie du spectacle. Il rencontre le magicien qui ressemble étrangement à Oliva et parle à Robert de sa « nature » – plaisantant Robert sur son choix de vêtements « normaux ».
Pendant la représentation dans toute la ville, les histoires d'Oliva sur le chat se concrétisent lorsque le chat est révélé à tous les spectateurs – et que Diana enlève ses lunettes de soleil. Le moment où les couleurs de chacun sont révélées rend toute la ville folle, se battant entre elles. Robert, dont la vraie nature est rouge, se retrouve fasciné par Diana – et les deux se lancent dans une sortie romantique et idyllique.
Alors que le chat est retrouvé plus tard par des enfants dans les bois, le domestique de l'école l'enlève et tente de le faire tuer – orchestré par Charlie. Robert est chargé d'enseigner aux enfants une cigogne taxidermisée devant Charlie, mais ému par le pouvoir du chat, prononce un discours émouvant aux enfants selon lequel ils ne devraient pas avoir à étudier l'animal mort. Cela met en colère Charlie et les supérieurs de la ville, qui tentent de piéger Robert pour avoir tué le chat.
À un moment donné, les enfants disparaissent, déclarant qu'ils reviendront si la sécurité du chat est assurée. Cela rend la ville folle, avec des familles se disputant dans les bois pour retrouver leurs proches perdus. Mais les enfants sont introuvables – même Robert ne parvient pas à les retrouver, qui leur dit de revenir. Finalement, le serviteur rend le chat et les enfants sortent de leur cachette. Lorsque la foule débat de ce qu'il faut faire du chat, Diana et le numéro de cirque réapparaissent pour révéler les vraies couleurs de Charlie : un « caméléon » de personnalités, qui est chassé de la ville, ravivant le chaos initial de la ville. Lorsque Robert tente de poursuivre Diana pour l'accompagner, il est abordé par la foule frénétique et la perd alors que l'acte quitte la ville. Vaincu, Robert retourne seul sur la place de la ville, pour être accueilli par les enfants, qui tiennent des œuvres d'art et des peintures du chat.

## Fiche technique
- Titre : Un jour un chat
- Titre original : Až přijde kocour
- Réalisation : Vojtěch Jasný, assisté d'assisté d'Ivan Passer
- Scénario : Vojtěch Jasný, Jiří Brdečka et Jan Werich
- Musique : Svatopluk Havelka (en)
- Photographie : Jaroslav Kučera
- Montage : Jan Chaloupek
- Décors : Arch Oldrich Kucera
- Pays d'origine : Tchécoslovaquie
- Format : Couleurs - Mono
- Genre : Comédie et fantastique
- Durée : 91 minutes
- Date de sortie : 1963

## Distribution
- Jan Werich : le magicien / Oliva
- Emília Vášáryová : Diana
- Vlastimil Brodský : Professeur Robert
- Jiří Sovák : le directeur d'école
- Vladimír Menšík : le gardien de l'école
- Václav Babka : policier
- Jiřina Bohdalová : Julie
- Pavel Brodsky : enfant
- Vlasta Chramostová : Marjánka
- Dana Dubanska : enfant
- Karel Effa : Janek

## Récompenses
- Prix du jury au Festival de Cannes

### Revue de presse
- Jean d'Yvoire, « Un jour un chat », Téléciné no 126, Paris, Fédération des Loisirs et Culture Cinématographique (FLECC), décembre 1965, p. 47,  (ISSN 0049-3287)